# Neustadt bei Coburg
Pour les articles homonymes, voir Neustadt.
Neustadt bei Coburg est une ville au nord de la Bavière, au sud-est de l'Allemagne.

## Personnages célèbres
À Neustadt bei Coburg sont nés :
- Erich Beer (1946 - ), footballeur

## Jumelage
- Villeneuve-sur-Lot (France)